# Mashiro no Oto
Mashiro no Oto (ましろのおと?) es una serie de manga japonés escrito e ilustrado por Marimo Ragawa. Comenzó a serializarse en la revista de manga Gekkan Shōnen Magazine de Kōdansha desde el 5 de diciembre de 2009 y hasta el momento se ha recopilado en veinticinco volúmenes tankōbon. Una adaptación a anime producida por Shin-Ei Animation está programada para estrenarse en abril de 2021 en el bloque de programación Animeism de MBS.

## Personajes
Setsu Sawamura (澤村雪 Sawamura Setsu?)
 Seiyū: Nobunaga Shimazaki
Wakana Sawamura (澤村若菜 Sawamura Wakana?)
 Seiyū: Yoshimasa Hosoya
Shuri Maeda (前田朱利 Maeda Shuri?)
 Seiyū: Yume Miyamoto
Yui Yamazato (山里結 Yamazato Yui?)
 Seiyū: Reina Kondō
Kaito Yaguchi (矢口海人 Yaguchi Kaito?)
 Seiyū: Nobuhiko Okamoto
Rai Nagamori (永森雷 Nagamori Rai?)
 Seiyū: Tatsuhisa Suzuki
Umeko Sawamura (澤村梅子 Sawamura Umeko?)
 Seiyū: Takako Honda

## Media

### Manga
Mashiro no Oto está escrito e ilustrado por Marimo Ragawa. La serie comenzó a serializarse en el primer número de 2010 de la revista Gekkan Shōnen Magazine de Kōdansha, publicado el 5 de diciembre de 2009. Kōdansha ha compilado sus capítulos en volúmenes tankōbon individuales, siendo publicados hasta el momento veinticinco volúmenes. 

### Anime
Se anunció una adaptación de la serie a anime en la edición de septiembre de la revista Gekkan Shōnen Magazine el 6 de agosto de 2020. La serie será animada por Shin-Ei Animation y dirigida por Hiroaki Akagi, con Yoichi Kato a cargo de la composición de la serie y Jiro Mashima diseñando los personajes. Los Yoshida Brothers supervisarán la música tsugaru-jamisen en el anime. La serie se estrenó en abril de 2021 en el bloque Animeism en MBS, TBS y BS-TBS.

## Recepción
Fue nominado para el 4º Manga Taishō y fue el número tres en el Kono Manga ga Sugoi! de 2012 en la Encuesta Top 20 Mangas para lectores masculinos. También ganó el 36º Premio de Manga Kōdansha al Mejor Manga Shōnen y un Premio a la Excelencia en el 16º Festival de arte de Japón.